# Amy Hargreaves
Amy Hargreaves (Rockville Centre (New York), 27 januari 1970) is een Amerikaanse actrice.

## Biografie
Hargreaves werd geboren in Rockville Centre, een plaats in Nassau County (New York) (Long Island (New York)), in een gezin van twee kinderen. Zij studeerde in 1991 af met een master in politicologie aan de New York-universiteit in Greenwich Village. 
Hargreaves begon in 1992 met acteren in de televisieserie Lifestories: Families in Crisis, waarna zij nog meerdere rollen speelde in televisieseries en films. Zij is vooral bekend van haar rol als Maggie Mathison in de televisieserie Homeland waar zij van 2011 tot 2014 12 afleveringen speelde, en vanaf 2018 weer in de serie kwam. In 1997 werd zij genomineerd voor een CableACE Award voor haar rol in de film Flashback in de categorie Beste Actrice in een Bijrol in een Film. 
Hargreaves is in 1999 getrouwd waaruit zij twee kinderen heeft.

## Filmografie

### Films
Uitgezonderd korte films.
- 2022 Hungry Dog Blues - als Ronnie Day
- 2022 Linoleum - als Linda
- 2021 They/Them/Us - als Lisa Harper
- 2021 Sometime Other Than Now - als Maureen
- 2020 Paint - als Leslie Pierson
- 2019 Sister Aimee - als zuster Semple
- 2019 Buck Run - als Karen Templeton
- 2018 Unintended -als Molly
- 2018 Paint - als Leslie
- 2017 Wonderstruck - als tante Jenny
- 2017 Super Dark Times - als Karen
- 2015 The Preppie Connection - als Ingrid
- 2015 How He Fell in Love - als Ellen
- 2015 Prism - als Donna
- 2014 Shelter - als Carrie
- 2013 Guilty - als Lisa McCormick
- 2013 Trooper - als Mimi Stanhope
- 2013 Blue Ruin - als Sam
- 2011 Shame - als liefde in hotel
- 2009 When the Evening Comes - als Katharine
- 2009 Offspring - als Amy Halbard
- 2009 Against the Current - als Sarah Kane
- 2008 El camino - als Sissy
- 2007 Michael Clayton - als interviewer
- 2006 Delirious - als Nikki Blake
- 2000 Growing Down in Brooklyn - als Linda
- 1998 Saint Maybe - als volwassen Daphne
- 1997 Flashback - als Patty McIntyre
- 1995 Remember Me - als Amy Nelson
- 1994 Brainscan - als Brainscan

### Televisieseries
Uitgezonderd eenmalige gastrollen.
- 2017-2020 13 Reasons Why - als Lainie Jensen - 49 afl.
- 2011-2020 Homeland - als Maggie Mathison - 20 afl.
- 2019-2020 Law & Order: Special Victims Unit - als dr. Alexis Hanover - 3 afl.
- 2015-2016 Blindspot - als Olivia Delidio - 2 afl.
- 2012 Law & Order: Special Victims Unit - als Iris Petersen - 2 afl.
- 2002-2003 Third Watch - als Haley Sundstrom - 2 afl.
- 1996 Matt Waters - als Chloe Drescher - 6 afl.

- Biblioteca Nacional de España: XX5604417
- Bibliothèque nationale de France: cb14185379v (data)
- Gemeinsame Normdatei: 1185076123
- International Standard Name Identifier: 0000 0004 4447 9412
- Library of Congress Control Number: no2001056886
- MusicBrainz: 604b2209-2679-4637-9869-d0e69fa07a1f
- Système universitaire de documentation: 18254978X
- Virtual International Authority File: 313314093